# Скандинавский крест
Скандинавский крест — крест на флаге, вертикальная крестовина которого смещена в сторону древкового края полотнища.

## Описание
По одной из версий, скандинавский крест символизирует меч, по другой, христианство. Впервые подобный крест появился на флаге Дании — Даннеброге.
По одной из версий, такая форма креста обусловлена тем, что первоначально датский флаг был гонфалоном, то есть вертикально ориентированным полотнищем, которое вешалось на горизонтальной перекладине. При переходе к современному виду флаг был повёрнут на 90 градусов, так что бывший верхний край стал древковым.
В настоящее время скандинавский крест присутствует на флагах пяти государств — Дании, Исландии, Норвегии, Финляндии Швеции, а также свой флаг с крестом имеют Фарерские острова, входящие в состав Дании. Также крест имеется на флагах некоторых территориальных образований Северной Европы, а также на флагах некоторых финно-угорских народов (ингерманландцев, вепсов, сету).
В России в Республике Коми с 2010 года идёт дискуссия об изменении национального флага в пользу скандинавской версии.

## Скандинавские кресты на флагах государств
- Флаг Дании
- Флаг Исландии
- Флаг Норвегии
- Флаг Финляндии
- Флаг Швеции

## Форматы флагов
- Скандинавский биколор
- Скандинавский триколор
- Биколорный ластовохвостый флаг
- Триколорный ластовохвостый флаг
- Скандинавский четырёхколор
- Четырёхколорный ластовохвостый флаг

## Скандинавские кресты на флагах других современных территорий
- Флаг острова Барра
- Флаг Западного райдинга Йоркшира
- Флаг Кейтнесс
- Флаг острова Норт-Уист (неофициальный)
- Флаг Оркнейских островов
- Флаг Сатерленда
- Флаг острова Саут-Уист
- Флаг Северо-Западной Англии (неофициальный)
- Флаг острова Скай
- Флаг Хайленда
- Флаг Шетландских островов
- Флаг коммуны Фильмар
- Флаг Северной Фризии (неофициальный)
- Флаг Северной Фризии (альтернативный)
- Флаг острова Борнхольм (неофициальный)
- Флаг острова Борнхольм (альтернативный)
- Флаг Веннсюсселя (неофициальный)
- Флаг острова Лолланн
- Флаг Фарерских островов
- Флаг острова Фюн (неофициальный)
- Флаг Шлезвига (неофициальный)
- Флаг полуострова Ютландия (неофициальный)
- Флаг штата Мизорам
- Флаг коммуны Маростика
- Флаг коммуны Тускания
- Флаг коммуны Эсте
- Флаг кантона Пальмарес
- Флаг Вентспилсского края
- Флаг Гробинского края
- Флаг Цесисского края
- Флаг общины Бюнсхотен
- Флаг общины Вестстеллингверф
- Флаг общины Вирден
- Флаг бывшей общины Виринген
- Флаг бывшей общины Вирингермер
- Флаг бывшей общины Влагтведде
- Флаг общины Гемерт-Бакел
- Флаг общины Гюлпен-Виттем
- Флаг общины Капелле
- Флаг общины Лелистад
- Флаг бывшей общины Марюм
- Флаг общины Нордостполдер
- Флаг общины Тилбург
- Флаг общины Утрехтсе-Хёвелрюг
- Флаг общины Хаутен
- Флаг общины Хоф-ван-Твенте
- Флаг бывшей губернии Нур-Трёнделаг
- Флаг Остерлена (неофициальный)
- Флаг департамента Амамбай
- Флаг провинции Мармот
- Флаг Левокумского района Ставропольского края
- Флаг Лихославльского района Тверской области
- Флаг Республики Коми (неофициальный)[2][3]
- Флаг Рамешковского района Тверской области
- Флаг Ставропольского края
- Флаг общины Дебарца
- Флаг Бершадского района Винницкой области
- Флаг Волынской области
- Флаг департамента Флорида
- Флаг провинции Ла-Унион
- Флаг провинции Южный Лейте
- Флаг Аландских островов
- Флаг департамента Вандея (альтернативный)
- Флаг коммуны Доль-де-Бретань
- Флаг коммуны Л'Иль-д'Олон
- Флаг Нормандии (альтернативный)
- Флаг полуострова Крозон
- Флаг коммуны Фалез
- Флаг общины Збузани
- Флаг Бергслагена (неофициальный)
- Флаг Бохуслена (неофициальный)
- Флаг Вестергётланда (неофициальный)
- Флаг острова Готланд (неофициальный)
- Флаг Норрланда (неофициальный)
- Флаг Руслагена (неофициальный)
- Флаг Сконе
- Флаг Смоланда (неофициальный)
- Флаг Хельсингланда (неофициальный)
- Флаг Херьедалена (неофициальный)
- Флаг Херьедалена (альтернативный)
- Флаг острова Эланд (неофициальный)
- Флаг острова Эланд (альтернативный)
- Флаг Эстергётланда (неофициальный)
- Флаг волости Койги
- Флаг волости Сетомаа
- Флаг волости Тюри

## Скандинавские кресты на флагах городов
- Флаг Абовяна
- Флаг Вагаршапата
- Флаг Абатии
- Флаг Агуас-ди-Шапеко
- Флаг Алагоа-Гранди
- Флаг Аламбари
- Флаг Алварис-Флоренси
- Флаг Алвинландии
- Флаг Алворада-ду-Гургеи
- Флаг Алегри
- Флаг Алтаира
- Флаг Алтонии
- Флаг Алту-Алегри
- Флаг Арабутана
- Флаг Арал-Морейра
- Флаг Аранду
- Флаг Ареяса
- Флаг Аржириты
- Флаг Арираньи
- Флаг Балдина
- Флаг Балнеариу-Гайвоты
- Флаг Балнеариу-Пиньял
- Флаг Балса-Новы
- Флаг Барраса
- Флаг Бастуса
- Флаг Биас-Фортис
- Флаг Бон-Жезус-дус-Пердойнс
- Флаг Борборемы
- Флаг Вера-Крус-ду-Уэсти
- Флаг Виньеду
- Флаг Витор-Мейрелис
- Флаг Гавиан-Пейшоту
- Флаг Говернадор-Нунис-Фрейри
- Флаг Гран-Пары
- Флаг Гуаиры
- Флаг Гуарани
- Флаг Дивиноландии-ди-Минас
- Флаг Дирси-Рейс
- Флаг Домингус-Мартинс
- Флаг Дон-Жуакина
- Флаг Дон-Силвериу
- Флаг Думонта
- Флаг Жакараси
- Флаг Жакупиранги
- Флаг Жезуании
- Флаг Жуины
- Флаг Жукитибы
- Флаг Ибарамы
- Флаг Ибикаре
- Флаг Игарасу-ду-Тиете
- Флаг Иепе
- Флаг Ипоранги
- Флаг Иты
- Флаг Итаперусу
- Флаг Итапирапуан-Паулисты
- Флаг Иту
- Флаг Кабробо
- Флаг Кампус-Новус-Паулисты
- Флаг Карандаи
- Флаг Кареасу
- Флаг Каририасу
- Флаг Карму-ду-Паранаиба
- Флаг Касия-дус-Кокейрус
- Флаг Кашуэйра-ди-Минас
- Флаг Каябу
- Флаг Кишело
- Флаг Клементины
- Флаг Кокала
- Флаг Колораду
- Флаг Кордисландии
- Флаг Кориби
- Флаг Коронел-Мурты
- Флаг Кристайс
- Флаг Круса
- Флаг Куйте
- Флаг Курвелу
- Флаг Лагоа-Формозы
- Флаг Ловейры
- Флаг Луперсиу
- Флаг Мадри-ди-Деус-ди-Минас
- Флаг Мандагуари
- Флаг Мандагуасу
- Флаг Марапуамы
- Флаг Мариаполиса
- Флаг Марселину-Рамус
- Флаг Мигелополиса
- Флаг Момбуки
- Флаг Монтейру-Лобату
- Флаг Нантиса
- Флаг Нова-Висозы
- Флаг Нова-Канделарии
- Флаг Нова-Праты
- Флаг Нова-Эры
- Флаг Ньяндеары
- Флаг Олеу
- Флаг Палотины
- Флаг Парамирина
- Флаг Парипиранги
- Флаг Паулисеи
- Флаг Паулу-Рамус
- Флаг Педриньяс-Паулисты
- Флаг Перейра-Баррету
- Флаг Перитибы
- Флаг Пираи-ду-Сул
- Флаг Пирапозинью
- Флаг Пирапора-ду-Бон-Жезус
- Флаг Пиумы
- Флаг Позу-Редонду
- Флаг Порту-Шавьера
- Флаг Пратании
- Флаг Президенти-Кастеллу-Бранку
- Флаг Пурезы
- Флаг Рафаэл-Годейру
- Флаг Реденсан-да-Серры
- Флаг Резенди-Косты
- Флаг Резерва-ду-Кабасал
- Флаг Рибейран-дуз-Индиуса
- Флаг Риашу-ди-Сантана
- Флаг Руй-Барбозы
- Флаг Сан-Гонсалу-ду-Амаранти
- Флаг Сан-Домингус-ду-Праты
- Флаг Сан-Жуакин-ди-Бикаса
- Флаг Сан-Жуана
- Флаг Сан-Жуан-Батиста
- Флаг Сан-Каэтану-ди-Одивелас
- Флаг Сан-Мигел-ду-Игуасу
- Флаг Сан-Николау
- Флаг Сан-Паулу
- Флаг Сан-Паулу-дас-Мисойнс
- Флаг Сан-Симана
- Флаг Санта-Барбары-ду-Сул
- Флаг Санта-Клары-д’Уэсти
- Флаг Сантана-ди-Парнаиба
- Флаг Сантана-ду-Ливраменту
- Флаг Санта-Салети
- Флаг Санта-Сесилии
- Флаг Санта-Фе
- Флаг Санта-Фе-ду-Сул
- Флаг Санта-Элены
- Флаг Санту-Антониу-да-Алегрия
- Флаг Санту-Антониу-ду-Параизу
- Флаг Санту-Антониу-ду-Пиньял
- Флаг Санту-Инасиу-ду-Пиауи
- Флаг Сан-Франсиску-ди-Асиса
- Флаг Санту-Кристу
- Флаг Сапопемы
- Флаг Сезариу-Ланжи
- Флаг Сенадор-Амарал
- Флаг Серру
- Флаг Серру-Ларгу
- Флаг Суме
- Флаг Такуарусу
- Флаг Тасу-Фрагозу
- Флаг Ушоа
- Флаг Фрей-Мартинью
- Флаг Шападиньи
- Флаг Эмбу-Гуасу
- Флаг Эрешина
- Флаг Эскады
- Флаг Эспириту-Санту-ду-Турву
- Флаг Козармишленя
- Флаг Баринаса
- Флаг Боливара
- Флаг Сукре
- Флаг Фареля
- Флаг Эйзенаха
- Флаг Горийского муниципалитета
- Флаг Зугдидского муниципалитета
- Флаг Тбилиси
- Флаг Хонийского муниципалитета
- Флаг Авиньо
- Флаг Альто-Анеу
- Флаг Арсенильяса
- Флаг Бурона
- Флаг Вальдеолеа
- Флаг Вилабертрана
- Флаг Виланова-дель-Вальес
- Флаг Вилья-дель-Рей
- Флаг Картаохаля
- Флаг Касар-де-Паломеро
- Флаг Каспе
- Флаг Кастаньеды
- Флаг Лас-Навас-дель-Маркес
- Флаг Лухара
- Флаг Луэсии
- Флаг Монторнес-дель-Вальес
- Флаг Паломарес-дель-Кампо
- Флаг Патерна-дель-Рио
- Флаг Суэки
- Флаг Туделы (альтернативный)
- Флаг Кремоны
- Флаг Андалусии
- Флаг Сан-Педро-де-Картаго
- Флаг Эль-Росаль
- Флаг Алуксне
- Флаг Вентспилса
- Флаг Цесиса
- Флаг Каушанов
- Флаг Адуарда
- Флаг Алдтшерка
- Флаг Анлоо
- Флаг Баккевена
- Флаг Бедюма
- Флаг Бирса
- Флаг Блейсвейка
- Флаг Бонтебока
- Флаг Боргера
- Флаг Брукстервальда
- Флаг Ваува
- Флаг Веркендама
- Флаг Версело
- Флаг Вледеера
- Флаг Влеймена
- Флаг Гемерта
- Флаг Геффена
- Флаг Гора
- Флаг Гувеландена
- Флаг Дивера
- Флаг Дризума
- Флаг Зейдервелда
- Флаг Зёйдволде
- Флаг Идаардерадила
- Флаг Кёвахта
- Флаг Крейла
- Флаг Линне
- Флаг Маргратена
- Флаг Ньюлеузена
- Флаг Олдекерка
- Флаг Опайнде
- Флаг Панхила
- Флаг Роггеля
- Флаг Родена
- Флаг Росмалена
- Флаг Рюрло
- Флаг Скарстерлана
- Флаг Уддела
- Флаг Устерхесселен
- Флаг Хавелте
- Флаг Хаарена
- Флаг Хееля
- Флаг Хеллума
- Флаг Хертена
- Флаг Эйсселхама
- Флаг Элде
- Флаг Кристиансанна
- Флаг Эрнандариаса
- Флаг Лахаса
- Флаг упразднённого сельского поселения Алёшино Тверской области
- Флаг Березняковского муниципального образования
- Флаг Большеколпанского сельского поселения Ленинградской области
- Флаг Зернограда
- Флаг Кочубеевского
- Флаг Лихославля
- Флаг Малого Маяка
- Флаг Михайловска
- Флаг Михайловского сельского поселения Республики Карелии
- Флаг Плодовского сельского поселения Ленинградской области
- Флаг посёлка городского типа Рамешки Тверской области
- Флаг Ребольского сельского поселения Республики Карелии
- Флаг Ставрополя
- Флаг Тайшета
- Флаг Хотькова
- Флаг Заечара
- Флаг Баямона
- Флаг Вапеллы
- Флаг Кроссвилла
- Флаг Лейк-Сент-Луиса
- Флаг Литл-Рока
- Флаг Нью-Милфорда
- Флаг Портленда
- Флаг Стонтона
- Флаг Терре-Хота
- Флаг Уилмингтона
- Флаг Чассела
- Флаг Житомира
- Флаг Кировского
- Флаг Коростышева
- Флаг Лукова
- Флаг Монастырька (альтернативный)
- Флаг Феневичей
- Флаг Кале
- Флаг Пулы
- Флаг Буковы
- Флаг Веселы
- Флаг Виденя
- Флаг Высокого Уезда
- Флаг Горни-Рапотице
- Флаг Градиште (район Рокицани)
- Флаг Градиште (Домажлицкий район)
- Флаг Далеке Душники
- Флаг Залезлице
- Флаг Костелецких Горок
- Флаг Кружберка
- Флаг Ладовице
- Флаг Лесни-Глубоке
- Флаг Лештины
- Флаг Либерка
- Флаг Мартинице
- Флаг Опатовца
- Флаг Осове
- Флаг Паметице
- Флаг Пишти
- Флаг Святоянского Уезда
- Флаг Славгостице
- Флаг Радгоштя
- Флаг Римовице
- Флаг Трстенице
- Флаг Карауэ
- Флаг Пярну
- Флаг Тюри

## Скандинавские кресты на флагах ныне не существующих образований
- Флаг Тевтонского ордена (1190—1810)
- Флаг Государства Тевтонского ордена (1224—1525)
- Флаг Кальмарской унии (1397—1523)
- Флаг Вольного города Рига (1561—1582)
- Флаг Королевства Ливонии (1570—1578)
- Флаг Шведской империи (1611—1721)
- Флаг Невского флота (1718—2009)
- Флаг Королевства Норвегия (1814—1821)
- Флаг Ольденбурга (1815—1918)
- Флаг Шведско-норвежской унии (1818—1844)
- Флаг Швеции во время Шведско-Норвежской унии (1844—1905)
- Флаг Норвегии во время Шведско-Норвежской унии (1844—1898)
- Флаг Балтийского герцогства (1918)
- Флаг Прогрузинского района Сочи (1918—1920)
- Флаг Королевства Финляндия (1918—1920)
- Флаг Королевства Исландия (1918—1944)
- Флаг Республики Северная Ингрия (1919—1920)
- Флаг Ухтинской республики (1919—1920)
- Флаг Национального единения (1933—1945)
- Флаг Нацистской партии Исландии (1934—1944)
- Флаг Безен Перро (1943—1945)
- Флаг Протектората Саар (1947—1956)
- Флаг Вепсской национальной волости (1994—2004)

## Скандинавские кресты на устаревших флагах
- Траурный флаг Дании (1700-е)
- Флаг Швеции (1815—1844)
- Первый королевский штандарт Греции (1863—1913)
- Флаг Кайзерлихмарине (1867—1892)
- Флаг Кайзерлихмарине (1892—1903)
- Кормовой флаг судов Невского флота (1895)
- Флаг Кайзерлихмарине (1903—1919)
- Флаг Швеции (1905—1906)
- Флаг Таллахасси (1916—1920)
- Временный торговый флаг Финляндии (1918)
- Флаг Финляндии (1918)
- Флаг Финляндии (1918—1920)
- Флаг Рейхсмарине (1919—1921)
- Флаг 2-го Всемирного скаутского джамбори (1924)
- Флаг молодого поколения Чехословацкой народной партии (1927—1938)
- Флаг Кригсмарине (1935—1938)
- Флаг полиции Вольного города Данциг (1937—1939)
- Флаг Кригсмарине (1938—1945)
- Флаг португальских беженцев Тимора (1946)
- Флаг Блеймор (1946—1995)
- Флаг Свободной демократической партии Германии (1950)
- Флаг Военно-морских сил Южно-Африканской Республики (1952—1959)
- Флаг Военно-морских сил Южно-Африканской Республики (1959—1981)
- Флаг Вегхела (1969—1994)
- Флаг Портленда (1970—2002)
- Флаг Маркена (1972—2002)
- Флаг Национально-патриотического фронта «Память» (1980—2021)
- Флаг Фронта национал-революционного действия (1993—1999)
- Флаг Ставрополя (1993—2014)
- Флаг Ессентуков (2002—2004)
- Флаг Предгорного района Ставропольского края (2004—2017)
- Флаг Носовского района Черниговской области (2011—2020)
- Флаг Группы Оркнейского манифеста (2013—2022)
- Флаг Ставрополя (2014)
- Флаг лесных финнов (2014—2022)

## Скандинавские кресты на флагах народов
Также скандинавские кресты присутствуют на флагах финно-угорских народов, проживающих на северо-западе России — вепсов, води, ингерманландцев, карел, коми, людиков, пермяков, сету и тверских карел, а также неофициальный флаг российских немцев. В Европе — немецких датчан, нижненемецкоговорящих, нидерландских нижнесаксонцев, фризов, лесных финнов, норвежских гэлов, саамов, финских шведов, шведских финнов. В Азии — дхавахетских армян. В Америке — ленок, микмаков и франкосаскачеванцев.
- Национальный флаг финно-угорских народов
- Национальный флаг вепсов
- Альтернативный флаг вепсов
- Альтернативный флаг води
- Национальный флаг ингерманландцев
- Национальный флаг карел
- Альтернативный флаг коми[2][3]
- Неофициальный флаг коми-пермяков
- Национальный флаг людиков
- Национальный флаг сету
- Национальный флаг тверских карел
- Альтернативный флаг российских немцев
- Неофициальный флаг немецких датчан
- Национальный флаг нижненемецкоговорящих
- Национальный флаг нидерландских нижнесаксонцев
- Национальный флаг фризов
- Национальный флаг лесных финнов
- Неофициальный флаг норвежских гэлов
- Отклонённый флаг саамов
- Неофициальный флаг финских шведов
- Неофициальный флаг шведских финнов
- Национальный флаг джавахетских армян
- Национальный флаг ленок
- Национальный флаг микмаков
- Национальный флаг франкосаскачеванцев

## Проекты флагов со скандинавскими крестами
- Проект флага Испании (1785 год)
- Проект флага Испании (1785 год)
- Проект флага Испании (1785 год)
- Проект флага Норвегии (1814 год)
- Проект флага Норвегии (1814 год)
- Проект флага Норвегии (1814 год)
- Проект флага Норвегии (1814 год)
- Проект флага Норвегии (1814 год)
- Проект флага Норвегии (1814 год)
- Проект флага Норвегии (1814 год)
- Проект флага Норвегии (1815 год)
- Проект флага Норвегии (1815 год)
- Проект флага Норвегии (1821 год)
- Проект флага Норвегии (1821 год)
- Проект флага Норвегии (1821 год)
- Проект флага Норвегии (1821 год)
- Проект флага Норвегии (1821 год)
- Проект флага Норвегии (1821 год)
- Проект флага Норвегии (1821 год)
- Проект флага Швеции во время Шведско-норвежской унии (1836 год)
- Проект флага Норвегии во время Шведско-норвежской унии (1836 год)
- Проект флага Шведско-норвежской унии (1836 год)
- Проект флага Финляндии (1863 год)
- Проект флага Финляндии (1863 год)
- Проект флага Финляндии (1864 год)
- Проект флага флота Северогерманского Союза (1867 год)
- Проект флага Исландии (1897 год)
- Проект флага Исландии (1913 год)
- Проект флага Исландии (1914 год)
- Проект флага Эстонии (1919 год)
- Проект флага Эстонии (1919 год)
- Проект флага Эстонии (1919 год)
- Проект Рейхсмарине (1920 год)
- Проект Рейхсмарине (1920 год)
- Проект флага Веймарской республики (1926 год)
- Проект флага Восточной Карелии (1930 год)
- Проект флага Аландских островов (1939 год)
- Проект флага Новой Швабии (1939 год)
- Проект флага Генерал-губернаторства (1940 год)
- Проект флага Германии, созданный участниками заговора 20 июля (1944 год)
- Проект флага Аландских островов (1946 год)
- Проект флага Германии (1948 год)
- Проект флага Германии (1948 год)
- Проект флага Аландских островов (1950-е годы)
- Проект флага Европейского союза (1951 год)
- Проект флага Европейского союза (1951 год)
- Проект флага Европейского союза (1951 год)
- Проект флага Европейского союза (1951 год)
- Проект флага Европейского союза (1952 год)
- Проект флага Аландских островов (1952 год)
- Проект флага Аландских островов (1953 год)
- Проект флага Аландских островов (1953 год)
- Проект флага Аландских островов (1953 год)
- Проект флага Ютландии (1972 год)
- Проект флага Гренландии (1973 год)
- Проект флага Гренландии (1974 год)
- Проект флага Гренландии (1974 год)
- Проект флага Гренландии (1974 год)
- Проект флага Гренландии (1974 год)
- Проект флага Гренландии (1974 год)
- Проект флага Гренландии (1974 год)
- Проект флага Гренландии (1974 год)
- Проект флага Гренландии (1974 год)
- Проект флага Гренландии (1978 год)
- Проект флага Гренландии (1978 год)
- Проект флага Гренландии (1984 год)
- Проект флага Оркнейских островов (1990-е годы)
- Проект флага Ланкашира (1990-е годы)
- Проект флага саамов (1991 год)
- Проект флага Гренландии (1991 год)
- Проект флага Беларуси (1992 год)
- Проект флага Эстонии (2001 год)
- Проект флага Йоркшира (2006 год)
- Проект флага Оркнейских островов (2007 год)
- Проект флага Оркнейских островов (2007 год)
- Проект флага Оркнейских островов (2007 год)
- Проект флага Оркнейских островов (2007 год)
- Проект флага Республики Коми (2010 год)[2][3]
- Проект флага Литвы (2011 год)
- Проект флага Сомерсета (2013 год)
- Проект флага Беларуси (2016 год)
- Проект флага Внешних Гебридских островов (2018 год)
- Проект флага Латвии (2018 год)

## Скандинавские кресты на флагах виртуальных государств
- Флаг Вестарктики
- Флаг Викслэнда
- Флаг Кекистана
- Флаг Королевства Прекрасного
- Флаг Лагоанских островов
- Флаг Ладонии
- Флаг Лостайленда
- Флаг Торгу
- Флаг Финнскогена

## Скандинавские кресты на флагах сепаратистских движений
- Флаг Биармии
- Флаг Залесской Руси
- Флаг Залесья
- Флаг Карельского национального батальона

## Другие флаги, использующие скандинавский крест
- Флаг Сиднейских паромов
- Флаг Междисциплинарного центра культурных исследований
- Флаг Бразильского интегрализма (альтернативный)
- Флаг Венгерской яхтенной ассоциации
- Флаг Винланда метал-группы Type O Negative
- Большая хоругвь великого магистра Тевтонского ордена
- Флаг Фолкспраака
- Флаг офицера Военно-морских сил Греции
- Флаг Государственного совета геральдики Грузии
- Флаг Грузинской православной церкви
- Флаг Республиканской партии Грузии
- Флаг Датской Восточно-Азиатской компании
- Флаг партии ДНСБ (альтернативный)
- Флаг партии Астурийская лига
- Флаг Епископальной церкви
- Флаг Партии независимости Пуэрто-Рико
- Флаг Военно-морских сил Тонги
- Флаг партии Русь
- Флаг финского яхт-клуба
- Флаг послов Чили
- Флаг собора Святого Эрика
- Флаг Товарищества спортивных объединений
- Флаг вымышленной неофашистской партии Norsefire из V — значит вендетта
- Флаг Латверии
- Флаг Хайрула